# Dialectes du turc
Le turc est divisé en plusieurs dialectes appelés şive ou ağız.
La langue turque est issue du groupe des langues oghouzes avec l'azéri, le turkmène et le gagaouze, et fait partie des langues turciques qui s'étendent des Balkans à la Sibérie. Elle est parlée par plus de 80 millions de turcophones qui se trouvent principalement en Turquie, à Chypre du Nord, en Thrace occidentale, en Bulgarie, en Syrie, en Macédoine du Nord, au Kosovo, en Syrie et en Irak ainsi que dans les communautés turques d'Europe (en Allemagne et en France).
Le turc moderne a été standardisé selon les normes phonologiques et grammaticales d'Istanbul.

## Dialectes turcs d'Anatolie
Les informations sont tirées de l'ouvrage Anadolu Ağızlarının Sınıflandırılması (Classification des dialectes d'Anatolie) publié par la Türk Dil Kurumu.

### Dialectes turcs du centre-ouest
Le turc standard basé sur le parler d'Istanbul se situe dans ce groupe dialectal qui couvre une grande zone comprise entre l'axe Ordu-Gaziantep à l'est et la côte égéenne à l'ouest.

### Dialectes turcs de l'est et du sud-est/ Dialectes Ouest Azeroide
Les dialectes turcs parlés dans l’Est et le Sud-Est de l’Anatolie – notamment dans les provinces d’Erzincan, Erzurum, Kars, Iğdır, Van, Diyarbakır, Urfa et Mardin – constituent un groupe linguistique distinct au sein du continuum des parlers oghouzes. Bien que souvent englobés dans l’ensemble des dialectes anatoliens, ces variantes présentent des caractéristiques phonologiques, morphosyntaxiques et lexicales fortement influencées par le turc azéri, à tel point que certains chercheurs les qualifient de “azéroïdes” ou de “turc agémique”, c’est-à-dire une forme médiane entre le turc ottoman classique et les dialectes turcs iraniens du nord-ouest.
Cette spécificité linguistique remonte à l'époque des grandes confédérations turcomanes ayant dominé la région aux XIVᵉ-XVᵉ siècles, notamment les Qara Qoyunlu et les Aq Qoyunlu, suivies par l'avènement de la dynastie séfévide. Ces structures politiques avaient pour langue véhiculaire et administrative une forme de turc oghouze orientale très proche du proto-azéri, avec un vocabulaire fortement imprégné de persan et d’arabo-islamique chiite. La culture Qizilbash-Alevi, intimement liée à ces dynasties, a contribué à l’ancrage durable de cette variété turque dans les populations sédentarisées ou semi-nomades de l’Est anatolien.
Entre les XVIIᵉ et XIXᵉ siècles, le processus de centralisation ottomane, accompagné d’une politique d’uniformisation linguistique, a entraîné une standardisation progressive des parlers turcs régionaux vers un modèle plus proche du turc ottoman anatolien, surtout dans les zones urbaines et administratives. Toutefois, dans les régions rurales, montagneuses ou isolées, certaines communautés Terekeme, Alevi-Qizilbash ou tribales turkmènes ont conservé des formes archaïques du turc oriental oghouze, avec des structures grammaticales, des intonations et un lexique distincts du turc standard.
Dans les provinces sud-orientales, la situation est comparable mais avec une hétérogénéité sociolinguistique plus marquée. Après la bataille de Chaldiran (1514), plusieurs groupes alevis-qizilbash fidèles aux Séfévides, parlant un turc azéroïde, se sont installés ou ont été déportés dans ces zones frontalières. Ces communautés ont conservé une culture religieuse et linguistique propre, souvent distincte des turcophones venus de l'ouest anatolien plus tardivement,.
Aujourd’hui encore, on retrouve dans certains villages turkmènes du Sud-Est anatolien – notamment autour de Diyarbakır, Urfa, Mardin – des parlers turcs très proches du turc d’Azerbaïdjan du Sud, conservant des archaïsmes phonétiques (comme le maintien du “q” uvulaire, des suffixes verbaux azéris, des intonations chantantes) et un lexique à connotation mystique ou persanisée.

### Dialectes turcs de la Mer noire
Le turc dialectal est un constitué d'un continuum allant de Trabzon à Artvin en passant par Rize.

## Dialectes turcs d'Irak
Les dialectes turkmènes d'Irak diffèrent du turc standard de Turquie et se divisent en plusieurs catégories. Selon Bilgehan Atsız Gökdağ, il est possible de diviser en deux groupes les dialectes turkmènes d'Irak en fonction de l'évolution de la consonne /ŋ/ (aujourd'hui /n/ en turc moderne, anciennement notée ڭ en turc ottoman):
- D'une part, les dialectes en -y- qui concernent Tall Afar (Ninive), Kifri (Diyala), Touz Khormatou et Amirli (Salah ad-Din), Bashir et Altun Kupri (Kirkouk). Cette évolution se retrouve aussi à Urfa[8].
- D'autre part, les dialectes en -v- utilisés à Kirkouk, Erbil, Daquq (Kirkouk), Mandali et Khanaqin (Diyala), Kazaniye. Ce trait est partagé avec le dialecte azéri de Tabriz[8].

## Dialecte turc karamanli
Le turc karamanli est un dialecte du centre de l'Anatolie, utilisé par les Karamanli (turcophones orthodoxes), et qui était écrit avec l'alphabet grec.

## Dialecte turc meskhète
Ce dialecte fait partie du groupe des dialectes turcs de l'est et se divise en deux branches :
- Le "Yerli Ağzı" (parler local) est proche des parlers à Ardahan, Posof, Oltu, Olur, Şenkaya, İspir, Tortum, Artvin ;
- Le "Terekeme Ağzı" (parler Terekeme) est proche des dialectes de Kars (sans Ardahan, Posof), Erzurum, Gümüşhane et Erzincan[10].

Bien que ce dialecte soit oral, il a été mis à l'écrit par des missionnaires avec l'alphabet géorgien pour traduire la Bible en turc.

## Dialectes turcs du Levant
La langue turque est la troisième langue parlée en Syrie après l'arabe syrien et le kurde d'après The Encyclopedia of Arabic language and linguistics. Le turc parlé en Syrie se divise en plusieurs branches :
- Dans le Bayırbucak autour du Mont Turkmène, il y a un continuum dialectal avec le turc du Hatay ;
- Dans Alep et sa région, le dialecte est similaire à celui de Kilis et Gaziantep ;
- Dans la région allant de Tel Abyad jusqu'à Raqqa, les Turkmènes utilisent un dialecte proche de celui de Şanlıurfa.

Il existe aussi des îlots linguistiques turcophones dans la province de Homs, Damas (dialecte yörük) et sur le plateau du Golan. Les Turkmènes de Homs, Hama et Tartous ont perdu l'usage du turkmène de Syrie.
Il existe quatre dialectes turcs/turkmènes utilisés au Liban dont la plupart sont délaissés au profit de l'arabe, du français et de l'anglais. Selon Ethnologue, 189000 personnes parlaient turc en 2024 au Liban.
- Le turc de Beyrouth qui n'est désormais plus utilisé par la population turkmène ;
- Le turc de Tripoli apparenté au turc d'Istanbul et de Thessalonique du fait de l'origine des Turkmènes, mais qui n'est plus utilisé par les jeunes générations ;
- Le turc de l'Akkar toujours parlé dans le village de Kouachra ;
- Le turc de la Bekaa.

Les Turkmènes de Palestine ont adopté la langue arabe au détriment du turc depuis au moins la deuxième moitié du XIXe siècle. Aucune étude de leur dialecte n'a été fait.